# Сургучёв, Михаил Леонтьевич
Михаи́л Лео́нтьевич Сургучёв (1928—1991) — советский учёный в области разработки нефтяных и газовых месторождений, увеличения нефтеотдачи пластов и нефтепромысловой геологии. Доктор технических наук (1965), профессор, член-корреспондент Академии наук СССР (1990). Лауреат Ленинской премии (1966). Заслуженный деятель науки и техники РСФСР (1989). С 1986 по 1991 год — директор Всесоюзного нефтегазового научно-исследовательского института (ВНИИнефть) и Межотраслевого научно-технического комплекса «Нефтеотдача» (МНТК).

## Биография
Окончил Ишимбайский нефтяной техникум.
После окончания Куйбышевского индустриального института М. Л. Сургучёв работал в институте «Гипровостокнефть» (Самара), где подготовил кандидатскую (1959), а затем докторскую (1965) диссертации.
В 1966 году академик А. П. Крылов пригласил М. Л. Сургучёва во ВНИИнефть руководителем лаборатории методики проектирования, начальником отдела новых методов разработки и повышения нефтеотдачи пластов и с 1974 года заместителем директора по науке.
В 1986 году, когда в стране создавались первые формы интеграции науки с производством в виде Межотраслевых научно-технических комплексов (МНТК), Совет министров СССР назначил М. Л. Сургучёва генеральным директором МНТК «Нефтеотдача» с одновременным исполнением обязанностей директора ВНИИнефти. Эти обязанности он выполнял до своей кончины.
М. Л. Сургучёв был специалистом в области разработки нефтяных месторождений и увеличения нефтеотдачи пластов.
Под руководством и при непосредственном участии М. Л. Сургучёва был проведен комплекс теоретических, экспериментальных и опытно-промысловых работ, которые были направлены на создание технологий, обеспечивающих высокую степень извлечения нефти из недр.
М. Л. Сургучёв внёс вклад в развитие фундаментальных основ современных методов и технологий разработки нефтяных и нефтегазовых месторождений. Им предложены и научно обоснованы блоковые внутриконтурные системы разработки нефтяных месторождений, которые были использованы сначала на месторождениях Куйбышевской области, а затем в Западной Сибири и других нефтедобывающих регионах страны. В 1966 году за эту систему разработки нефтяных месторождений ему, вместе с соавторами, была присуждена Ленинская премия.
С именем М. Л. Сургучёва связано создание циклического метода воздействия на неоднородные пласты. При сравнительно простой реализации этот метод обеспечивает заметное снижение обводнённости добываемой продукции скважин и увеличения нефтеотдачи пластов. Этот метод применяется на многих месторождениях Западной Сибири, Татарстана и других районов.
М. Л. Сургучёв был автором ряда проектов разработки месторождений нефти, в том числе в течение многих лет он являлся научным руководителем проектирования и авторского надзора разработки самого крупного в стране уникального Самотлорского месторождения.
Являясь руководителем МНТК «Нефтеотдача», он влиял на проведение исследований методов увеличения нефтеотдачи пластов в отраслевых научных организациях и привлечённых институтов Академии наук.
М. Л. Сургучёв опубликовал свыше 200 научных трудов, в том числе 16 монографий, запантентовал 31 изобретение, подготовил 19 кандидатов наук.
М. Л. Сургучёв был членом нескольких научных советов, заместителем председателя Центральной комиссии по разработке нефтяных месторождений, членом редколлегии журнала «Нефтяное хозяйство».
В 1987 году Сургучёв был избран вице-председателем исполнительного комитета Мировых нефтяных конгрессов. Академия наук СССР избрала его в декабре 1990 года членом-корреспондентом.
М. Л. Сургучёв скончался 1 апреля 1991 года. Похоронен на Кунцевском кладбище.

## Награды, премии, почётные звания
Почётный нефтяник СССР. Изобретатель СССР. Заслуженный деятель науки и техники РСФСР.
Лауреат Ленинской премии 1966 года за научное обоснование и практическое внедрение блоковых систем разработки нефтяных месторождений.
Награждён орденом Трудового Красного Знамени.

## Семья
Сын: Сургучёв Леонид Михайлович — окончил с отличием РГУ нефти и газа им. И. М. Губкина с квалификацией горный инженер по специальности «Технология и комплексная механизация разработки нефтяных и газовых месторождений» (1982), член Норвежской академии наук (с 2016 г.), доктор технических наук (2000 г.), кандидат технических наук (1989 г.). В 1995 г. Леонид Сургучёв получил премию Rogaland Research как лучший учёный года в Норвегии.